# Mooreobdella
Mooreobdella (П'явка Мура) — рід п'явок родини Erpobdellidae ряду Безхоботні п'явки (Arhynchobdellida). Має 6 видів. Тривалий час вважався синонімом роду Erpobdella. Названий на честь американського зоолога Джона Персі Мура.

## Опис
Загальна довжина представників цього роду коливається від 3 до 6 см, завширшки 4—6 мм. Голова закруглена. Має 3 пари очей, з яких зазвичай 1 пара розташована біля кінчика голови, інші 2 пари — з боків голови на 3 і 4 кільцях. Рот невеличкий. Тулуб стрункий, витягнутий. Передня частина більш широка, ніж задня. Між гонопорами у різних видів розташовано від 2 до 4 сегментів.
Забарвлення сірувате, коричневе з темною пігментацією на спині.

## Спосіб життя
Зустрічаються у струмках, що впадають в озера, болотистій місцині. Часто тримаються листяної або дерев'яної підстилки. Є хижаками, що полюють на дрібних водних безхребетних, яких заковтують цілком.
Відкладають гладенькі, витягнуті на кінцях кокони з яйцями, які прикріплюють до твердої поверхні на дні. Інкубаційний період триває 3—4 тижні.

## Розповсюдження
Є ендеміком США, зустрічається від штату Південна Кароліна до Північної Дакоти.

## Види
- Mooreobdella bucera
- Mooreobdella fervida
- Mooreobdella melanostoma
- Mooreobdella microstoma
- Mooreobdella ochotherenai
- Mooreobdella tetragon